# زبان اکانی
زبان اکانی یکی از زبان‌های محلی جنوب غنا و ساحل عاج است این زبان توسط ۵۸ درصد جمعیت غنا و ۳۰ درصد جمعیت ساحل عاج استفاده می‌شود.